# Pavel Bořkovec
Pavel Bořkovec (ur. 10 czerwca 1894 w Pradze, zm. 22 lipca 1972 tamże) – czeski kompozytor.
Studiował filozofię na Uniwersytecie Karola w Pradze. Po I wojnie światowej zainteresował się muzyką, najpierw uczył się u Jaroslava Křički i Josefa Bohuslava Foerstera, następnie w latach 1925–1927 u Josefa Suka w konserwatorium praskim. W 1937 roku został przyjęty na członka Czeskiej Akademii Sztuki i Nauki (Česká akademie věd a umění). Od 1946 do 1965 roku wykładał kompozycję w Akademii Sztuk Scenicznych w Pradze.
Muzyka Bořkovca miała charakter eklektyczny. Początkowo tworzył pod wpływem ekspresjonizmu, by później przesunąć się w kierunku motoryzmu i ostatecznie neoklasycyzmu. Od lat 30. w jego muzyce wyraźnie zaznaczają się nawiązania do twórczości Paula Hindemitha i Igora Strawinskiego. Skomponował m.in. trzy symfonie (I Stmívání 1920, II Start 1929, III Partita 1936), dwa koncerty fortepianowe, dwie sinfonietty (1947 i 1967), pięć kwartetów smyczkowych, dwie sonaty skrzypcowe. Ponadto pisał opery (Satyr, 1937–1938 i Paleček, 1945–1947) i utwory wokalne.